# 朱繪 (萬曆進士)
朱繪（？—1597年），號完白、完初，山西平阳府蒲州人，明朝政治人物。

## 生平
萬曆七年（1579年）己卯科山西鄉試舉人。萬曆二十年（1592年），登壬辰科第二甲第三十八名進士，觀禮部政，授戶部主事，二十三年升員外郎，管河西務鈔關，升郎中，二十五年奉敕湖广监兑，本年卒于官。

## 家族
曾祖朱仲仁；祖父朱廷穩；父朱萬代。叔朱萬邦，癸酉舉人、陕州知州。弟朱绍，戊子舉人、鄜州知州。子朱祚昌，丁卯贡士，府通判。孫朱永康，崇祯十六年进士。